# Fredy Roncalla
Fredy Amílcar Roncalla Fernández (* 1953 in Chalhuanca, Provinz Aymaraes, Region Apurímac, Peru) ist ein peruanischer Dichter und Schriftsteller. Als Vertreter der peruanischen Exilliteratur in den USA schreibt er auf Spanisch, Englisch und Quechua und kombiniert diese Sprachen auch in einigen seiner Werke. Darüber hinaus hat er durch Lyrikübersetzungen ins Süd-Quechua zur Quechua-Literatur beigetragen.

## Leben
Fredy Amílcar Roncalla Fernández wurde 1953 in Chalhuanca geboren. Er wuchs mit den Sprachen Spanisch und Quechua auf und studierte spanische Sprache und Literatur an der Pontificia Universidad Católica del Perú (PUCP) in Lima. 1975 – in dem Jahr, als Juan Velasco Alvarado gestürzt wurde und Francisco Morales Bermúdez eine neoliberale Politik in Peru einleitete – ging Roncalla in die USA an die Cornell University in Ithaca (New York). 1977 versuchte er noch einmal, sich in Lima zu etablieren, musste jedoch kurz darauf in die USA zurückkehren, wo er an der Cornell University bei der Anthropologin Billie Jean Isbell (1937–2021) als wissenschaftlicher Mitarbeiter und Übersetzer angestellt wurde. Bereits 1977 erschien die erste gemeinsame wissenschaftliche Arbeit von Isbell und Roncalla über Rätselspiele in quechuasprachigen Gemeinden der Anden. 1984 erschien Roncallas erster Gedichtband Canto de pájaro (Vogelgesang) mit Gedichten in spanischer Sprache sowie zwei Gedichten auf Quechua. Durch sein Leben in New York City eignete er sich auch die englische Sprache an und wurde dreisprachig. 2000 kam sein Fragments for a Story of Forgetting and Remembrance heraus.
Während seiner Zeit bei Cornell wurde im Rahmen eines von Carl Sagan geleiteten Projekts der NASA seine Stimme für die Grußbotschaften in 55 Sprachen auf der Goldenen Schallplatte von Voyager aufgenommen.
Fredy Roncalla übersetzte auch einige Gedichte aus dem Spanischen ins Quechua. 1978 schrieb er die Übersetzung von Javier Herauds El río (Yo soy un río) ins Quechua mit dem Titel Mayum kani. Er übersetzte zudem einen Text aus dem Spanischen ins Quechua, der laut Fernando de Alva Ixtlilxóchitl (1568–1648) vom König von Texcoco und Nahuatl-Dichter Nezahualcoyotzin (1402–1472) stammen soll, der durch Alva Ixtlilxóchitl auf Spanisch und nicht auf Nahuatl überliefert ist und in dem die Zerstörung Mexikos durch die Spanier voraussagt wird (en tal año como éste, se destruirá este templo ... ), und gab ihm den Quechua-Titel Kunan hina watapi. Roncalla schrieb zudem Gedichte auf Englisch und übersetzte Lyrik unter anderem aus dem ecuadorianischen Kichwa ins Englische, so Texte von Yana Lucila Lema Otavalo (Tamyawan Shamukupani / Living with the rain) und Tsaywa Samay Cañamar Maldonado (Shunku-yay / Looking at Each Other Through the Infinite of the Heart). Er machte Lesungen in allen drei Sprachen und trat im Herbst 1992 hierzu im Nuyorican Poets Cafe (Lower East Side, Manhattan) auf. Kurz darauf begann er mit seinem Projekt, Gedichte in drei Sprachen zu schreiben (Free Traditions), bei denen er auch innerhalb eines Gedichts zwischen Spanisch, Englisch und Quechua wechselt (Code-Switching), und tat dies in der Überzeugung, dass es in New York durch die Einwanderung aus Peru ein umfangreiches Publikum gebe, das in diesen Sprachen dreisprachig ist.
2019 stellte Roncalla in New York Huambar Poetastro Acacautinaja vor, einen ursprünglich 1933 erschienenen Roman des peruanischen Schriftstellers Juan José Flores, der in Vergessenheit geraten war und im selben Jahr von Roncalla bei Pakarina in Lima neu herausgegeben wurde.
Fredy Roncalla ist Vorstandsmitglied der peruanischen indigenen Menschenrechtsorganisation Chirapaq.

## Werke
- Canto de pájaro o Invocacion a la Palabra. Latin America Bookstore, Ithaca (New York) 1984.
- Escritos mitimaes. Hacia una poética andina postmoderna. Barro Editorial Press, New York 1998.
- Free Traditions: Translations in Quechua Spanish and English. Journal of Latin American Cultural Studies 5 (1), 1996, S. 3–10.
- Fragments for a Story of Forgetting and Remembrance. In: Karen Ogulnick (Hrsg.). Language Crossings. Negotiating the Self in a Multicultural World. Teachers College, Columbia University, New York 2000, S. 64–71.
- Chun Niq. Avenue BE 1, 2006, S. 59–61.
- Hawansuyo Ukun Words. Pakarina Ediciones, Lima 2014. ISBN 9786124660726
- Revelación en la senda del Manzanar: Homenaje a Juan Ramírez Ruiz. Pakarina Ediciones, Lima 2014. ISBN 9786124679308

## Als Herausgeber
- Juan José Flores: Huambar Poetastro Acacautinaja. Pakarina Ediciones, Lima [1933] 2019. ISBN 9786124297359